# حارة الخانق (صنعاء همدان)
حارة الخانق هي إحدى حارات حي شملان بضواحي صنعاء مديرية همدان، بلغ تعداد سكانها 1816 نسمة حسب تعداد اليمن لعام 2004.